# لورا بولدرینی
لورا بولدرینی (به ایتالیایی: Laura Boldrini) (زاده ۲۸ آوریل ۱۹۶۱) سیاستمدار ایتالیایی است که از ۱۶ مارس ۲۰۱۳ تا ۲۲ مارس ۲۰۱۸ عهده‌دار سمت رئیس مجلس نمایندگان ایتالیا بود.